# 奥浩平
奥 浩平（おく こうへい、1943年〈昭和18年〉10月9日 - 1965年〈昭和40年〉3月6日）は、日本の学生運動家。遺稿集『青春の墓標』で知られる。

## 来歴・人物
1943年10月9日、東京都に4人兄弟（姉1人、兄2人）の末っ子として生まれる。世田谷区立守山小学校（現：世田谷区立下北沢小学校）、目黒区立第六中学校（現：目黒区立目黒中央中学校）を卒業。1959年4月、東京都立青山高等学校に入学。高校2年時の1960年6月、樺美智子の死に触発されて安保闘争に参加する。
1962年3月、都立青山高校を卒業。1年間の浪人生活ののち、1963年4月、横浜市立大学文理学部に入学。史学研究部やマルクス主義研究会でのクラブ活動を経て、同年7月に中核派に加盟し、原潜寄港阻止闘争や日韓会談反対闘争などに参加する。
1965年2月、羽田で行われた椎名悦三郎外相訪韓阻止闘争で警官隊と衝突し、警棒で鼻骨を砕かれ負傷、蒲田総合病院に入院。退院後の同年3月6日、ひばりが丘の自宅で大量の睡眠薬を服用して自殺した（21歳没）。勉強机の上には『資本論』第1巻が読み止しのまま開かれており、手には一輪のカーネーションが握りしめられていた。
高校卒業時からの恋人は、早稲田大学入学後に革マル派に加盟した。党派を異にしてからも交際は続いたが、党派間抗争が激化するとともに事実上の別離に至った。奥の自殺の要因の一つとして、この恋人との関係をめぐる苦悩が挙げられる。

## 遺稿集
- 奥浩平 『青春の墓標 ある学生活動家の愛と死』（1965年、文藝春秋新社）

苦悶を記したノートや恋人宛の書簡は井上光晴や福田善之の紹介によって一般に知られるようになり、1965年10月に遺稿集『青春の墓標』として刊行された。前書きと後書きを奥の実兄が執筆しているほか、当時革命的共産主義者同盟全国委員会（通称：中核派）の最高幹部であった北小路敏が解説を記している。